# Mukuru
Mukuru je africké kmenové božstvo – nejvyšší bůh stvořitel v náboženství afrických Himbů. Rovněž Hererové vyznávali boha Mukuru jako stvořitele před svou většinovou konverzí k luteránskému křesťanství po Němci spáchané genocidě na hererském etniku.
Himbové vyznávají pouze jednoho boha jménem Mukuru. Mukuru je stvořitel světa, svrchovaný vládce. Bantuský kořen slova vyjadřuje velikost a moc. Himbové pěstují kult zemřelých předků (ovakuru), přičemž zesnulí podléhají bohu Mukuruovi a působí jako prostředníci mezi žijícími Himby a bohem Mukuruem. Zvířecí oběti Himbové nepraktikují, nic o případných lidských obětech v minulosti není známo. Himbové znají magický systém omiti, který v kontextu tradičních afrických náboženství odpovídá čarodějnictví. Himbové se čarodějů ovládajících omiti obávají a někteří věří, že každá smrt je výsledkem působení omiti. Omiti charakterizuje útok zlé síly na člověka. Odhalovat zdroj omiti pomáhá postiženým lidem himbský léčitel – mající blízko k Mukurovi –, který tyto síly zná, dokáže je identifikovat a oběť proti nim jistým způsobem chránit, ale sám je nepoužívá. Léčitel má na rozdíl od čaroděje pouze pomáhat, uzdravovat a za pomoci Mukura rozpoznávat příčiny neštěstí. Důležitým kulturně-náboženským přechodovým rituálem je mužská obřízka – vstup do dospělosti. Zatímco předkové mohou žehnat i proklínat, bůh Mukuru je nahlížen jako bůh nanejvýš milosrdný, který pouze pomáhá a žehná.